# Лётчики (фильм)
«Лётчики» — советский художественный фильм, снятый в 1935 году режиссёром Юлием Райзманом.
Другое название фильма — «Окрылённые люди».

## Сюжет
Фильм рассказывает о том, как лётчик-лихач Сергей Беляев и влюблённая в него курсантка лётной школы Галя Быстрова под руководством начальника Рогачёва становятся опытными пилотами.
Вняв мудрым советам Рогачёва, они с успехом заканчивают учёбу и получают назначение в разные концы СССР: на Памир и на Сахалин.

«Лётчики» — лирическая драма: любовный треугольник, разыгрывающийся в авиашколе и отображающий развитие отношений между командиром авиаотряда Сергеем Беляевым (Иван Коваль-Самборский), ученицей лётной школы Галей Быстровой (Евгения Мельникова) и начальником авиашколы Николаем Рогачёвым (Борис Щукин).

По ходу развития истории выясняется, что Рогачёв – тяжело больной человек, узнавший, что никогда больше не сможет сесть за штурвал самолёта. Но он победил болезнь и запрет летать, и именно ему отдаёт своё предпочтение юная Галя Быстрова.

## В ролях
- Иван Коваль-Самборский — Сергей Беляев, командир авиаотряда
- Евгения Мельникова — Галя Быстрова, ученица лётной школы
- Александр Чистяков — Иван Матвеевич Хрущев, старший механик
- Борис Щукин — Рогачёв, начальник авиашколы
- Владимир Лепко — парикмахер
- Зоя Фёдорова — медсестра
- Инна Фёдорова — лётчица
- Николай Хрящиков — эпизод

## Съёмочная группа
- Автор сценария: Александр Мачерет
- Режиссёр: Юлий Райзман
- Сорежиссёр: Г. Левкоев
- Оператор: Леонид Косматов
- Художник: Г. Гривцов
- Композитор: Крюков, Николай Николаевич
- Звукооператор: В. Богданкевич
- Звукооформитель: В. Ладыгина

## Съёмки
Съёмки фильма проходили в 1935 году на окраине Воронежа — на территории аэродрома (ныне улица Хользунова в Северном жилом районе).

## Критика
Фильм вызвал положительные отклики с момента его выхода на экран. Знаменитый лётчик того времени Михаил Громов заявил в связи с выходом фильма на экран: «Аэропланы появлялись на экранах часто. Но пилота не было». Максим Горький назвал «Лётчиков» в числе лучших советских фильмов того времени.

В том, что на экране появился пилот, — огромная заслуга Райзмана и Щукина.

Когда фильм вышел на экраны, возглавлявший советскую кинопромышленность в те годы Борис Шумяцкий сравнил «Лётчиков» с «Чапаевым» (1934) режиссеров Васильевых и «Юностью Максима» (1934) Григория Козинцева и Леонида Трауберга за человеческое правдоподобие, с которым в этих фильмах были изображены героические персонажи.
Критик Б.В. Алперс откликнулся в газете «Кино» (1935, № 15) перечислением режиссёрских достоинств. Он писал, что аэроплан в фильме обыгран, как живое существо, отметил общий «колорит прозрачности, чистоты и нарядности», а также роль белого цвета «как стилистического лейтмотива, выполняющего смысловое и эмоциональное назначение».
Высокую оценку критиков получила режиссёрская и операторская работы и спустя многие годы после создания фильма.

Следующий фильм Райзмана и Косматова — «Лётчики» — показал, что «уверенность мастера» пришла и к режиссёру и к оператору. Это уже был поистине «райзмановский» и «косматовский» фильм.

«В „Лётчиках“ Райзман и Косматов затопили кадры солнцем, и даже тени самолётов приобрели воздушную лёгкость», — писал в своей книге М.Е. Зак.

Во всех статьях о «Летчиках» щедро используются эпитеты «светлый», «радостный», «солнце», «простор», «движение». Действительно, атмосфера радости и света, движения и простора настолько пронизывает фильм, что даже самые строгие критики писали о нём в приподнятом тоне. <…> Такие сцены фильма, как пробег по аэродрому или сцена в солярии, стали хрестоматийными — без упоминания о них не обходится, пожалуй, ни одна книга по операторскому мастерству.

Киновед Нея Зоркая отмечала, что «хроника чувств, лирический подтекст любви — это кинематографическое открытие Райзмана в „Лётчиках“ — были ещё важнее для его собственного творчества, для „райзмановского течения“, нежели сияющая белизна в кадре». Режиссёр предложил «свой особый — антимонтажный — режиссёрский контрапункт, а именно, чтение людских драм, мыслей и чувств да и всей рассказываемой с экрана истории „по глазам“».
Кинокритики высоко оценивали нюансированную игру актёров и прежде всего Бориса Щукина.

Вместе с режиссёром Щукин построил роль на внешней сдержанности. Напряжённую внутреннюю жизнь героя Щукин передал тончайшими нюансами мимики, интонации, движений и только в сцене в солярии позволил своему темпераменту проявиться во всю мощь.